# Loreto (provincie)
Loreto is een provincie in de regio Loreto in Peru. De provincie heeft een oppervlakte van 67.434 km² en telt 71.232 inwoners (2015). De hoofdplaats van de provincie is het district Nauta.

## Bestuurlijke indeling
De provincie Loreto is verdeeld in vijf districten, UBIGEO tussen haakjes:
- (160301) Nauta, hoofdplaats van de provincie
- (160302) Parinari
- (160303) Tigre
- (160304) Trompeteros
- (160305) Urarinas

Alto Amazonas · Datem del Marañón · Loreto · Mariscal Ramón Castilla · Maynas · Putumayo · Requena · Ucayali